# Nereis contorta
Nereis contorta är en ringmaskart som beskrevs av Dalyell 1853. Nereis contorta ingår i släktet Nereis och familjen Nereididae. Inga underarter finns listade i Catalogue of Life.